# Rasliw (Russland)
Rasliw (russisch Разлив) bezeichnet eine Siedlung und Bahnstation an der Primorski-Eisenbahnlinie, 32 km von Sankt Petersburg entfernt und Wohnort eines großen Teils der Arbeiter des Sestrorezker Rüstungswerks. Bekanntheit erlangte der Ort, weil sich Wladimir Iljitsch Lenin 1917 nach dem gescheiterten Juliaufstand während der Revolution dort versteckte. Heute ist die Siedlung ein südlicher Ortsteil der wiederum Sankt Petersburg unterstellten Stadt Sestrorezk.

## Geschichte
Auf dem Wege in die Illegalität kam in der Nacht zum 10. bzw. 23. Juli 1917 W. I. Lenin aus Petrograd zu dem Arbeiter Nikolai Alexandrowitsch Jemeljanow nach Rasliw. Einige Tage verbrachte Lenin auf dem Dachboden des Schuppens bei Jemeljanows Haus. Später wurde Lenin in einer speziell für ihn errichteten Laubhütte bei einem Heuschober am anderen, östlichen Ufer des Rasliwer Sees (Sestrorezki Rasliw) untergebracht.
Lenin lebte in der Laubhütte und arbeitete an den Thesen „Die politische Lage“ und dem Artikel „Zu den Losungen“. Hier schrieb Lenin auch seinen Artikel „Die Lehren der Revolution“ und begann die Arbeit zu dem Buch „Staat und Revolution“. In Rasliw wurde Lenin von den Vertretern des ZK der SDAPR Alexander Wassiljewitsch Schotman, Grigori Konstantinowitsch Ordschonikidse, Wjatscheslaw Iwanowitsch Sof und Eino Rahja besucht.
Die Kinder Jemeljanows brachten Lenin im Boot regelmäßig die von ihnen gekauften aktuellen Petrograder Zeitungen. Von Rasliw aus leitete Lenin die Arbeit des VI. Parteitages der SDAPR. Wegen der hereinbrechenden Kälte und der Gefahr der Entdeckung des Verstecks fasste das ZK der SDAPR den Beschluss, dass Lenin Rasliw verlassen solle. Lenin verließ nicht später als am 6./18. August 1917 die Laubhütte, fuhr nach Petrograd und am nächsten Tag auf einer Lokomotive nach Finnland. 1927 wurde auf dem Platz der Laubhütte, in der Lenin lebte, ein Denkmal aus Granit und eine Gedenkstätte errichtet. Rasliw wurde daraufhin das Ziel vieler Besucher.